# Jason Morrison (football)
Pour les articles homonymes, voir Jason Morrison et Morrison.
Jason Morrison est un footballeur jamaïcain, né le 7 juin 1984 à Falmouth (en) en Jamaïque. Il évolue comme milieu défensif.

## Sélection
- Jamaïque : 39 sélections / 1 but

Jason Morrison compte 39 sélections pour 1 but inscrit entre 2005 et 2013.
Il a été de la victoire lors de la Coupe caribéenne des nations 2008 et a participé aux Gold Cup 2009 et 2011.

## Palmarès

### En club
Portmore United
- Champion de Jamaïque (1) : 2005
- Vainqueur de la Coupe de Jamaïque (1) : 2005
- Vainqueur du CFU Club Championship (1) : 2005

 Ferencváros TC
- Champion de Division 2 hongroise (1) : 2009

 Strømsgodset IF
- Vainqueur de la Coupe de Norvège (1) : 2010

 Aalesunds FK
- Vainqueur de la Coupe de Norvège (1) : 2011

### En sélection
Jamaïque
- Vainqueur de la Coupe caribéenne des nations (1) : 2008